# Trachemys
Trachemys är ett släkte av sköldpaddor. Trachemys ingår i familjen kärrsköldpaddor.

## Arter
Arter enligt Catalogue of Life:
- Trachemys adiutrix
- Trachemys decorata
- Trachemys decussata
- Trachemys dorbigni
- Trachemys gaigeae
- Trachemys scripta
- Trachemys stejnegeri
- Trachemys terrapen

The Reptile Database listar ytterligare 8 arter:
- Trachemys callirostris
- Trachemys emolli
- Trachemys grayi
- Trachemys nebulosa
- Trachemys ornata
- Trachemys taylori
- Trachemys venusta
- Trachemys yaquia